# Microgobius emblematicus
Microgobius emblematicus är en fiskart som först beskrevs av David Starr Jordan och Charles Henry Gilbert 1882.  Microgobius emblematicus ingår i släktet Microgobius och familjen smörbultsfiskar. IUCN kategoriserar arten globalt som livskraftig. Inga underarter finns listade i Catalogue of Life.